# Concremiers
Concremiers est une commune française située dans le département de l'Indre, en région Centre-Val de Loire.

## Géographie

### Localisation
La commune est située dans le sud-ouest du département, à la limite avec le département de la Vienne. Elle est située dans la région naturelle du Blancois, au sein du parc naturel régional de la Brenne.
Les communes limitrophes sont : Ingrandes (4 km), Saint-Aigny (6 km), Le Blanc (6 km), Mauvières (6 km), Saint-Hilaire-sur-Benaize (6 km) et Béthines (6 km).
Les communes chefs-lieux et préfectorales sont : Le Blanc (6 km), Châteauroux (57 km), La Châtre (74 km) et Issoudun (84 km).

### Hameaux et lieux-dits
Les hameaux et lieux-dits de la commune sont : Prigny, Forges, Sainte-Clémence et Salleron.

### Géologie et hydrographie
La commune est classée en zone de sismicité 2, correspondant à une sismicité faible.
Le territoire communal est arrosé par les rivières Anglin et Salleron.

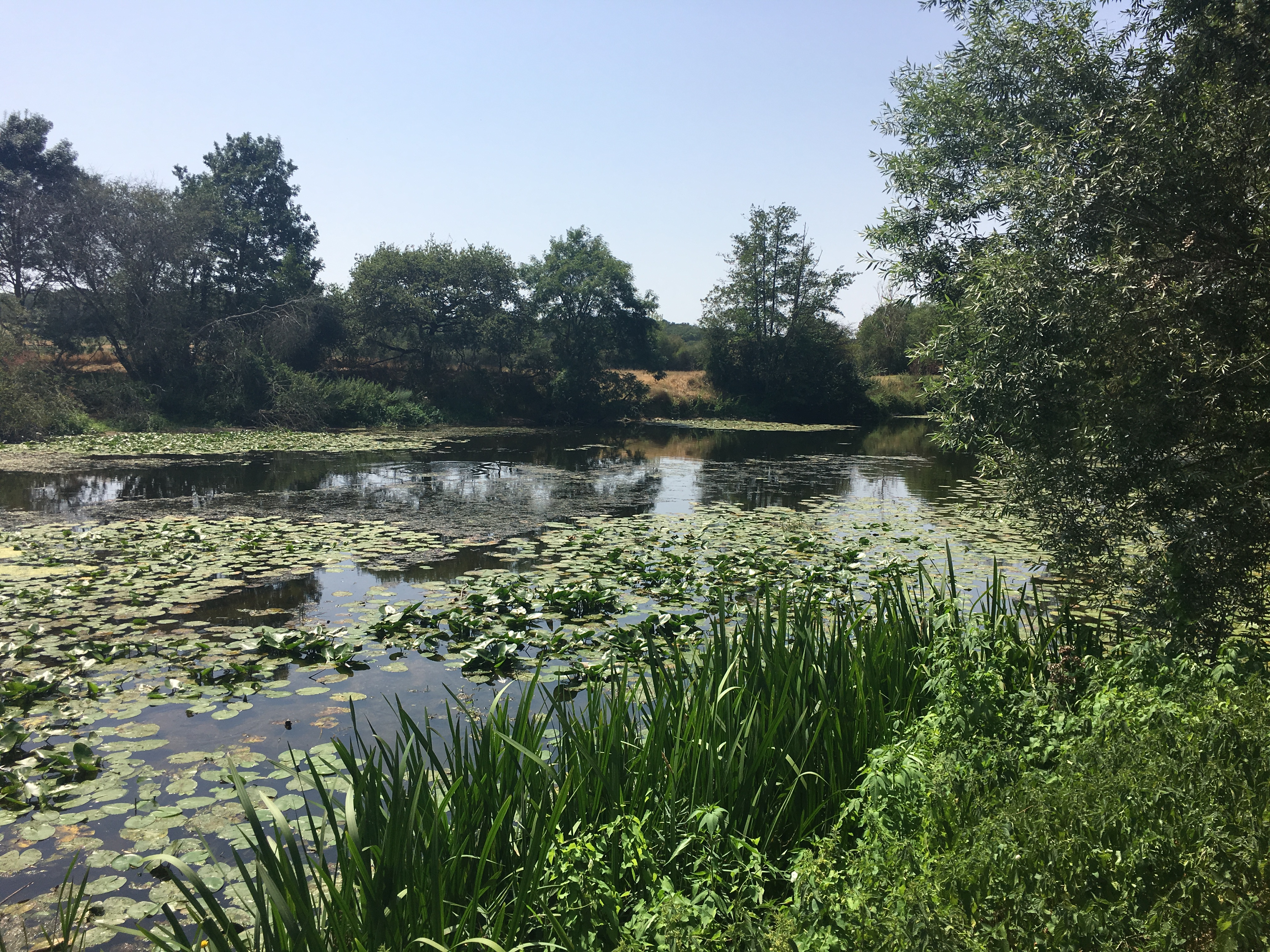
La rivière Anglin en 2019.

### Climat
Pour des articles plus généraux, voir Climat du Centre-Val de Loire et Climat de l'Indre.
En 2010, le climat de la commune est de type climat océanique altéré, selon une étude du CNRS s'appuyant sur une série de données couvrant la période 1971-2000. En 2020, Météo-France publie une typologie des climats de la France métropolitaine dans laquelle la commune est toujours exposée à un climat océanique altéré et est dans la région climatique Poitou-Charentes, caractérisée par un bon ensoleillement, particulièrement en été et des vents modérés.
Pour la période 1971-2000, la température annuelle moyenne est de 11,8 °C, avec une amplitude thermique annuelle de 15 °C. Le cumul annuel moyen de précipitations est de 750 mm, avec 11,4 jours de précipitations en janvier et 6,8 jours en juillet. Pour la période 1991-2020, la température moyenne annuelle observée sur la station météorologique de Météo-France la plus proche, sur la commune du Blanc à 5 km à vol d'oiseau, est de 12,9 °C et le cumul annuel moyen de précipitations est de 776,4 mm,. Pour l'avenir, les paramètres climatiques de la commune estimés pour 2050 selon différents scénarios d'émission de gaz à effet de serre sont consultables sur un site dédié publié par Météo-France en novembre 2022.

### Voies de communication et transports
Le territoire communal est desservi par les routes départementales : 17, 53, 54, 119, 951 et 975.
La ligne de Saint-Benoît au Blanc passait par le territoire communal, la gare de Concremiers desservait la commune. La gare ferroviaire la plus proche est la gare d'Argenton-sur-Creuse, à 45 km.
Concremiers est desservie par les lignes N et O du Réseau de mobilité interurbaine.
L'aéroport le plus proche est l'aéroport de Châteauroux-Centre, à 69 km.
Le territoire communal est traversé par le sentier de grande randonnée de pays de la Brenne et par la voie verte des Vallées.

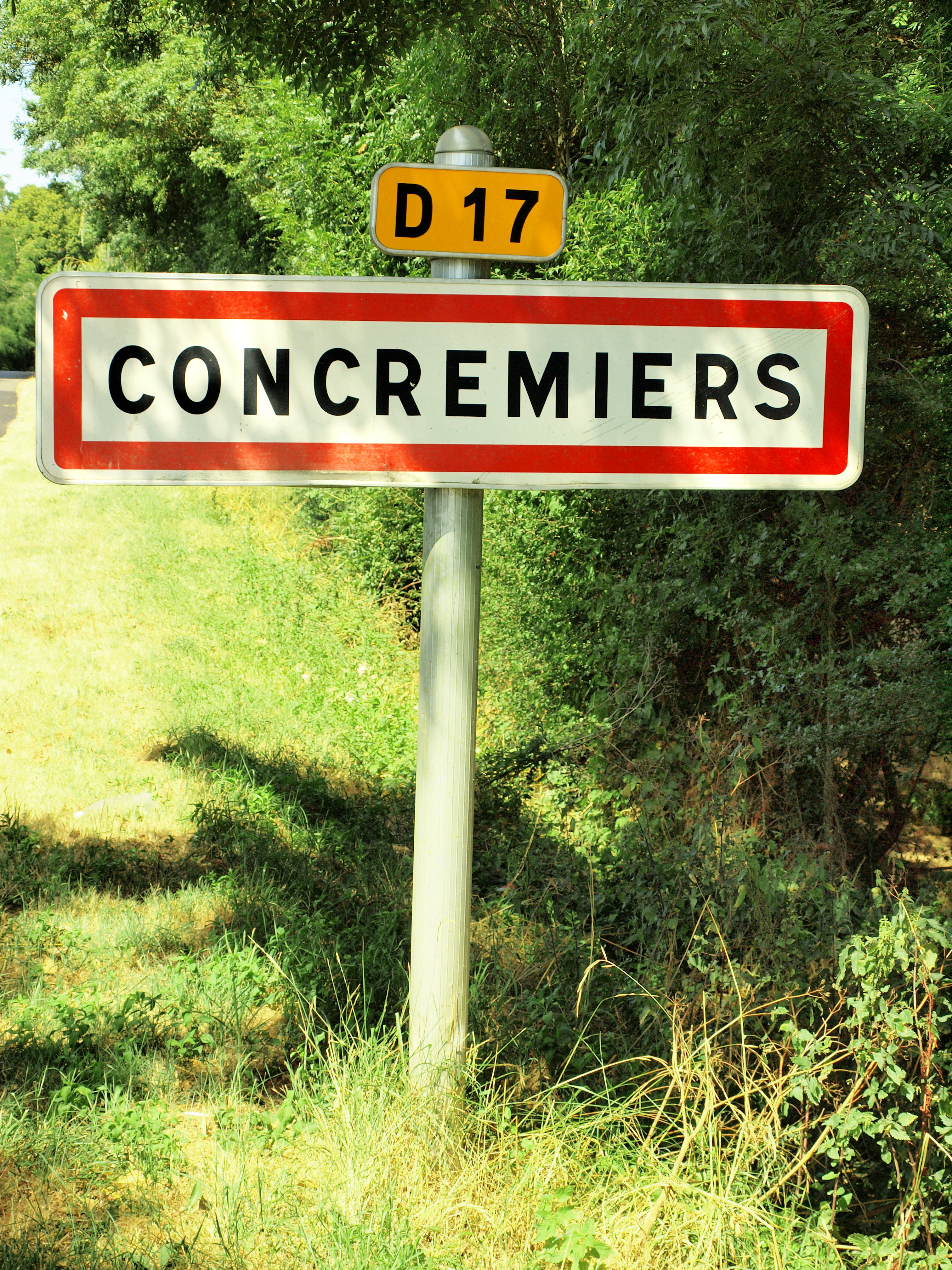
Le panneau d'entrée d’agglomération en 2016.
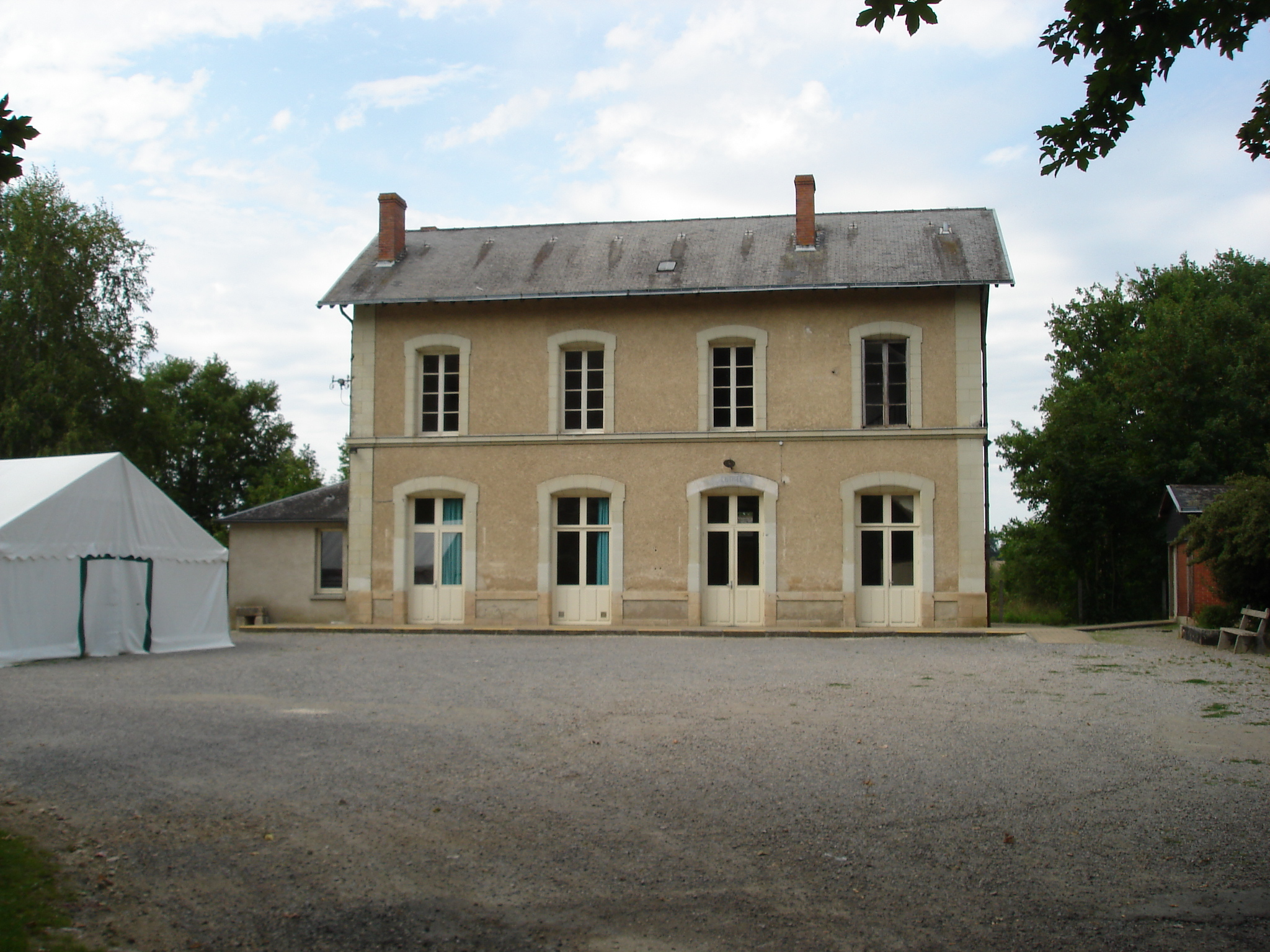
Le bâtiment voyageurs de l'ancienne gare (devenue salle des fêtes) en 2011.
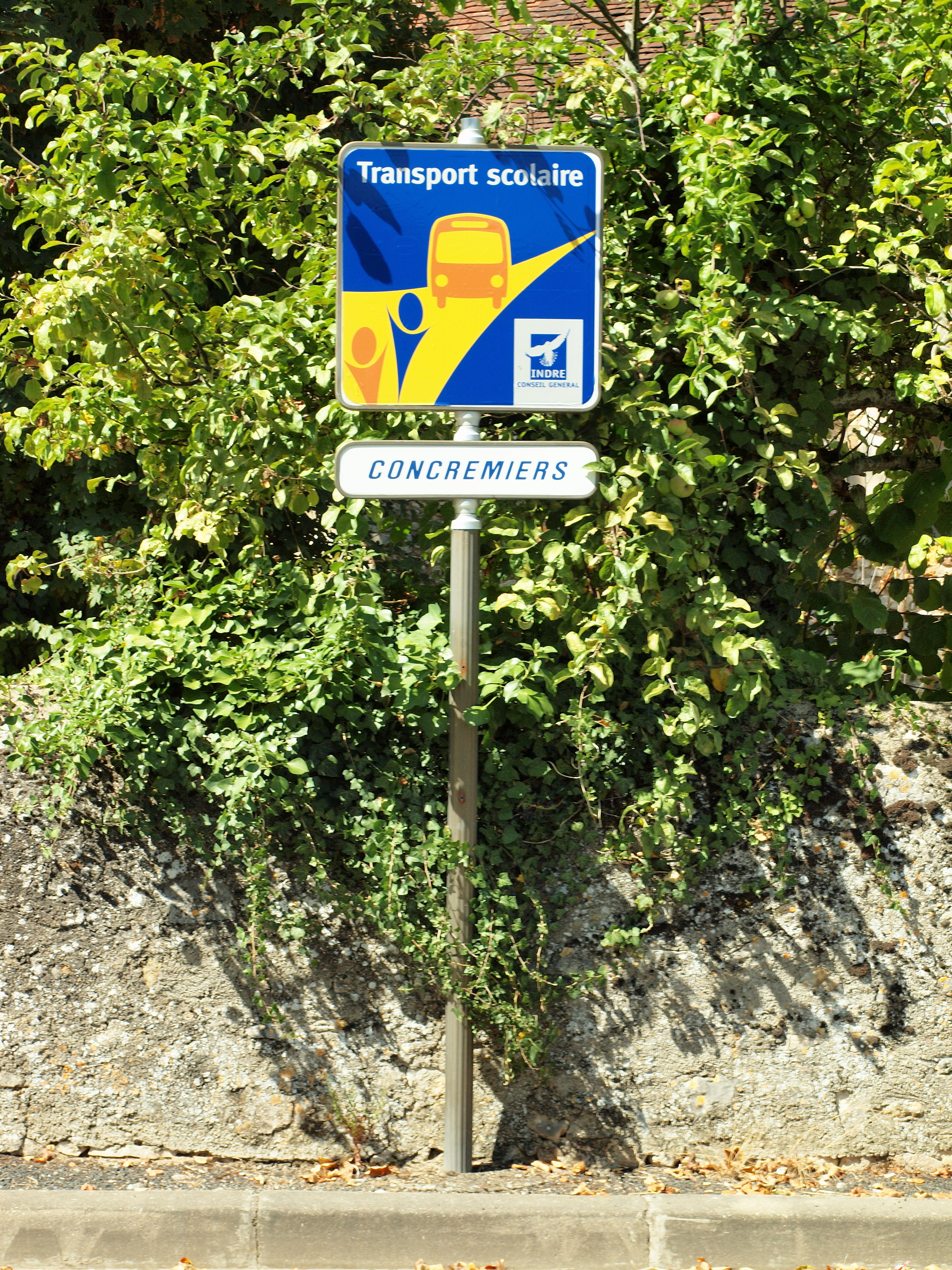
L'arrêt de bus L'Aile Bleue en 2016.

## Urbanisme

### Typologie
Au 1er janvier 2024, Concremiers est catégorisée commune rurale à habitat dispersé, selon la nouvelle grille communale de densité à sept niveaux définie par l'Insee en 2022.
Elle est située hors unité urbaine. Par ailleurs la commune fait partie de l'aire d'attraction du Blanc, dont elle est une commune de la couronne,. Cette aire, qui regroupe 23 communes, est catégorisée dans les aires de moins de 50 000 habitants,.

### Occupation des sols
L'occupation des sols de la commune, telle qu'elle ressort de la base de données européenne d’occupation biophysique des sols Corine Land Cover (CLC), est marquée par l'importance des territoires agricoles (84,6 % en 2018), une proportion sensiblement équivalente à celle de 1990 (84,9 %). La répartition détaillée en 2018 est la suivante : 
terres arables (54,2 %), zones agricoles hétérogènes (21,6 %), forêts (14,1 %), prairies (8,8 %), zones urbanisées (1,3 %). L'évolution de l’occupation des sols de la commune et de ses infrastructures peut être observée sur les différentes représentations cartographiques du territoire : la carte de Cassini (XVIIIe siècle), la carte d'état-major (1820-1866) et les cartes ou photos aériennes de l'IGN pour la période actuelle (1950 à aujourd'hui).

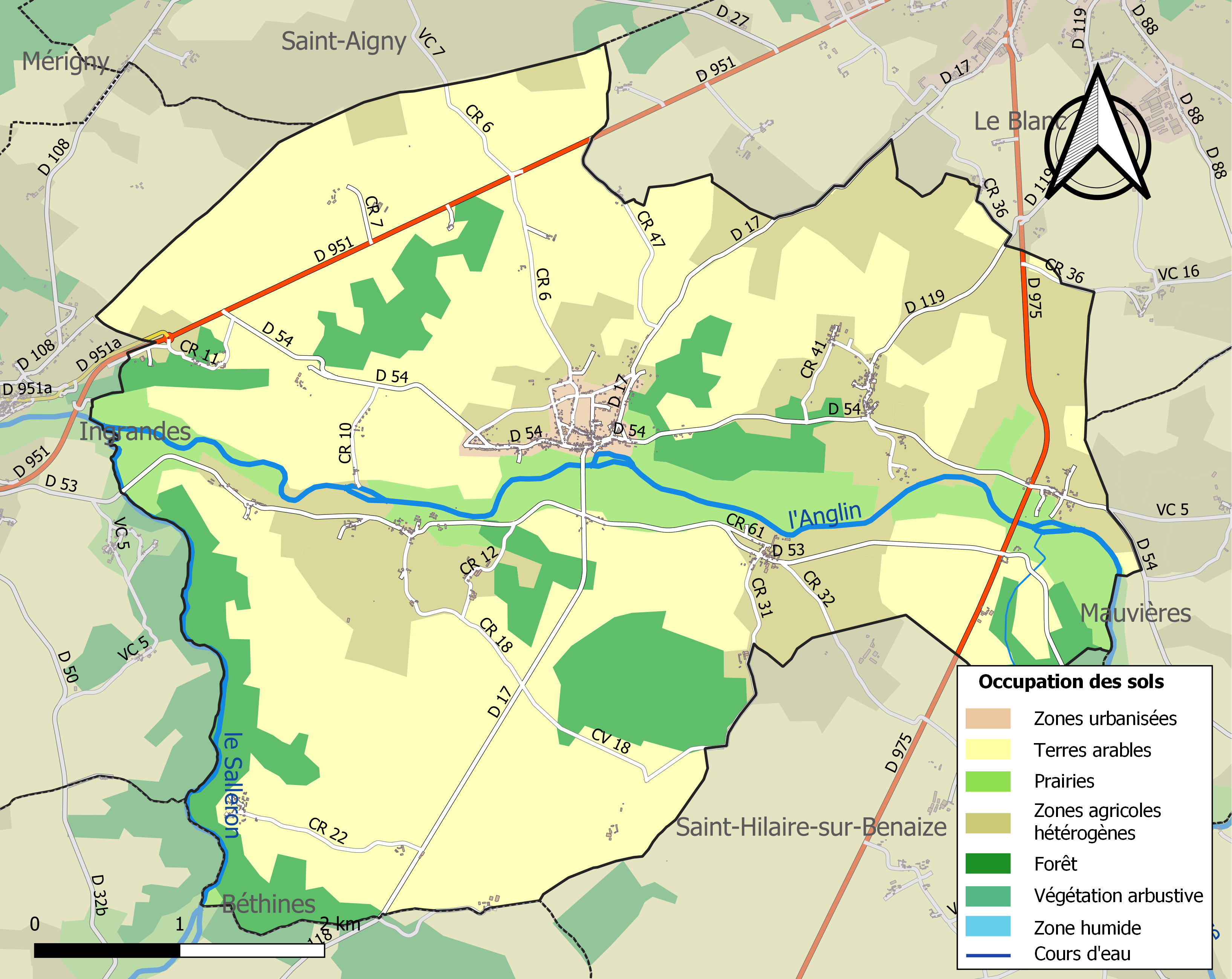
Carte des infrastructures et de l'occupation des sols de la commune en 2018 (CLC).

### Logement
Le tableau ci-dessous présente le détail du secteur des logements de la commune :
| Date du relevé                                              | 2013   | 2015   |
| Nombre total de logements                                   | 395    | 403    |
| Résidences principales                                      | 71,7 % | 72,2 % |
| Résidences secondaires                                      | 16,5 % | 20,4 % |
| Logements vacants                                           | 11,8 % | 7,4 %  |
| Part des ménages propriétaires de leur résidence principale | 77,5 % | 76,9 % |

### Risques majeurs
Le territoire de la commune de Concremiers est vulnérable à différents aléas naturels : météorologiques (tempête, orage, neige, grand froid, canicule ou sécheresse) et séisme (sismicité faible). Un site publié par le BRGM permet d'évaluer simplement et rapidement les risques d'un bien localisé soit par son adresse soit par le numéro de sa parcelle.

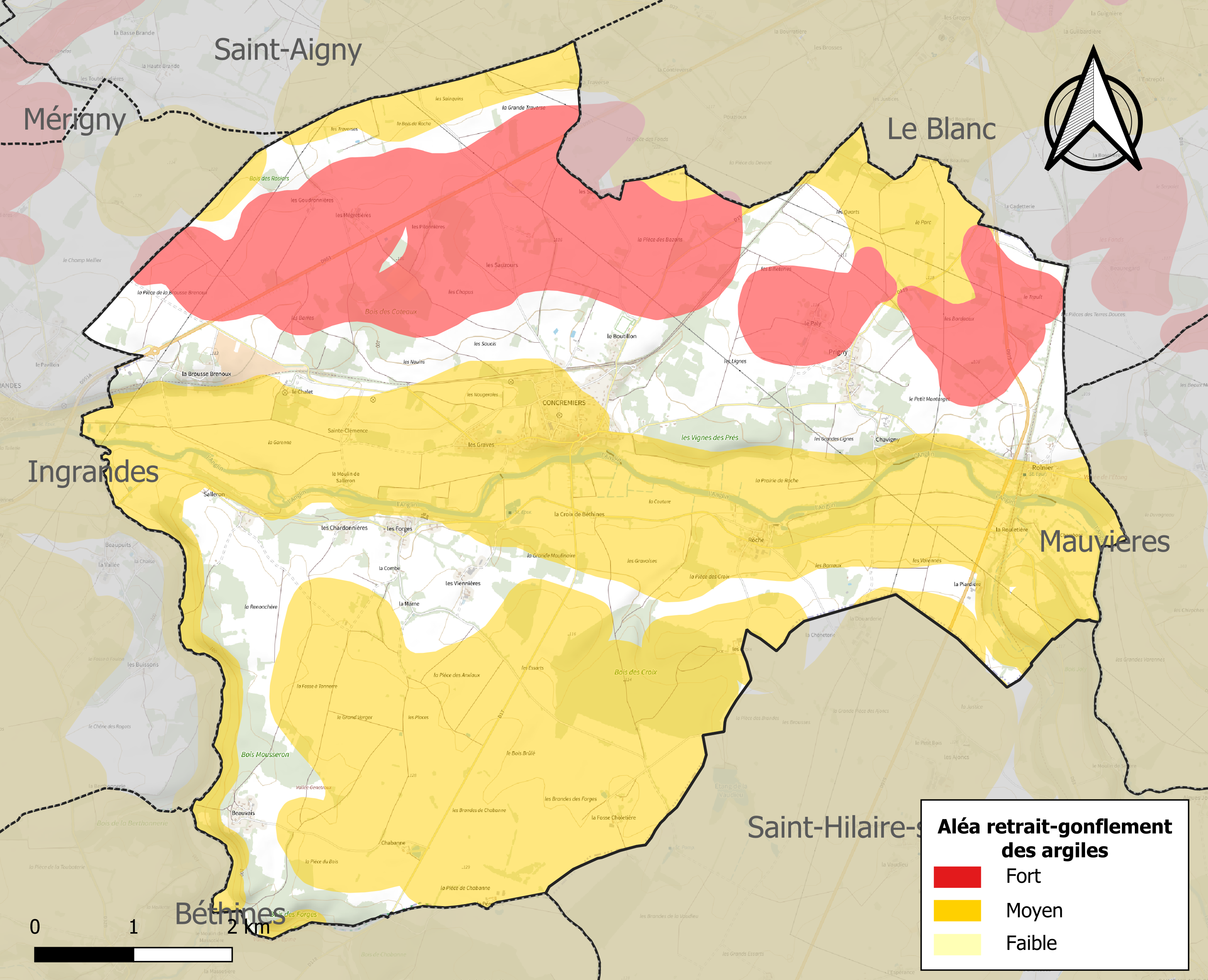
Carte des zones d'aléa retrait-gonflement des sols argileux de Concremiers.

Le retrait-gonflement des sols argileux est susceptible d'engendrer des dommages importants aux bâtiments en cas d’alternance de périodes de sécheresse et de pluie. 71,8 % de la superficie communale est en aléa moyen ou fort (84,7 % au niveau départemental et 48,5 % au niveau national). Sur les 409 bâtiments dénombrés sur la commune en 2019, 274 sont en aléa moyen ou fort, soit 67 %, à comparer aux 86 % au niveau départemental et 54 % au niveau national. Une cartographie de l'exposition du territoire national au retrait gonflement des sols argileux est disponible sur le site du BRGM,.
Concernant les mouvements de terrains, la commune a été reconnue en état de catastrophe naturelle au titre des dommages causés par la sécheresse en 2017, 2018 et 2019 et par des mouvements de terrain en 1999.

## Toponymie
Le nom est attesté sous les formes Conremer en 1483, Concremeyo en 1648, et paroisse de Concrémier en 1699.
Il pourrait dériver d’un composé bas-latin cortem signifiant « domaine » associé à un nom propre germanique Cramar.
Ses habitants sont appelés les Concrémiérois.

## Histoire
En août 1851, les électeurs de la commune réélisent triomphalement leur maire de Beauvais, républicain. Les fêtes qui saluent cette réélection, ponctuées de plantation d’arbres de la liberté, inquiètent le pouvoir conservateur du parti de l'Ordre, et aboutissent à la révocation du maire un an plus tard, après le coup d'État du 2 décembre 1851.
La commune disposait d'un bureau de poste, définitivement fermé en 2009.

## Politique et administration
La commune dépend de l'arrondissement du Blanc, du canton du Blanc, de la première circonscription de l'Indre et de la communauté de communes Brenne - Val de Creuse.
Elle dispose d'une agence postale communale.
| Période                                  | Période  | Identité         | Étiquette   | Qualité                              |
| ---------------------------------------- | -------- | ---------------- | ----------- | ------------------------------------ |
| 184.                                     | 1852,    | M de Beauvais    | Républicain | ?                                    |
| ?                                        | 1941     | M. de Villeneuve | ?           | Révoqué par le Gouvernement de Vichy |
| avant 1995                               | ?        | Henri Touchard   | DVD         |                                      |
| mars 2001,                               | En cours | Daniel Dejollat  | DVG         | Électricien                          |
| Les données manquantes sont à compléter. |          |                  |             |                                      |

## Population et société

### Démographie
L'évolution du nombre d'habitants est connue à travers les recensements de la population effectués dans la commune depuis 1793. Pour les communes de moins de 10 000 habitants, une enquête de recensement portant sur toute la population est réalisée tous les cinq ans, les populations de référence des années intermédiaires étant quant à elles estimées par interpolation ou extrapolation. Pour la commune, le premier recensement exhaustif entrant dans le cadre du nouveau dispositif a été réalisé en 2006.

En 2022, la commune comptait 595 habitants, en évolution de −8,46 % par rapport à 2016 (Indre : −3 %, France hors Mayotte : +2,11 %).
| 1793  | 1800 | 1806 | 1821  | 1831  | 1836  | 1841 | 1846 | 1851  |
| ----- | ---- | ---- | ----- | ----- | ----- | ---- | ---- | ----- |
| 1 153 | 994  | 948  | 1 068 | 1 053 | 1 010 | 925  | 992  | 1 051 |

| 1856  | 1861 | 1866  | 1872  | 1876 | 1881 | 1886  | 1891 | 1896 |
| ----- | ---- | ----- | ----- | ---- | ---- | ----- | ---- | ---- |
| 1 042 | 959  | 1 055 | 1 010 | 928  | 921  | 1 143 | 944  | 916  |

| 1901 | 1906 | 1911 | 1921 | 1926 | 1931 | 1936 | 1946 | 1954 |
| ---- | ---- | ---- | ---- | ---- | ---- | ---- | ---- | ---- |
| 918  | 900  | 842  | 795  | 754  | 736  | 719  | 734  | 734  |

| 1962 | 1968 | 1975 | 1982 | 1990 | 1999 | 2006 | 2011 | 2016 |
| ---- | ---- | ---- | ---- | ---- | ---- | ---- | ---- | ---- |
| 679  | 646  | 601  | 608  | 629  | 610  | 630  | 647  | 650  |

| 2021 | 2022 | - | - | - | - | - | - | - |
| ---- | ---- | - | - | - | - | - | - | - |
| 612  | 595  | - | - | - | - | - | - | - |

### Enseignement
La commune dépend de la circonscription académique du Blanc.

### Équipement culturel
Elle dispose aussi d'une salle des fêtes.

### Sports
Elle dispose aussi d'un stade de football.

### Médias
La commune est couverte par les médias suivants : La Nouvelle République du Centre-Ouest, Le Berry républicain, L'Écho - La Marseillaise, La Bouinotte, Le Petit Berrichon, France 3 Centre-Val de Loire, Berry Issoudun Première, Vibration, Forum, France Bleu Berry et RCF en Berry.

## Économie
La commune se situe dans l’aire urbaine du Blanc, dans la zone d’emploi du Blanc et dans le bassin de vie du Blanc.
La commune se trouve dans l'aire géographique et dans la zone de production du lait, de fabrication et d'affinage du fromage Pouligny-saint-pierre.
Un restaurant nommé  Le Relais de l'Anglin, se trouve dans la commune.

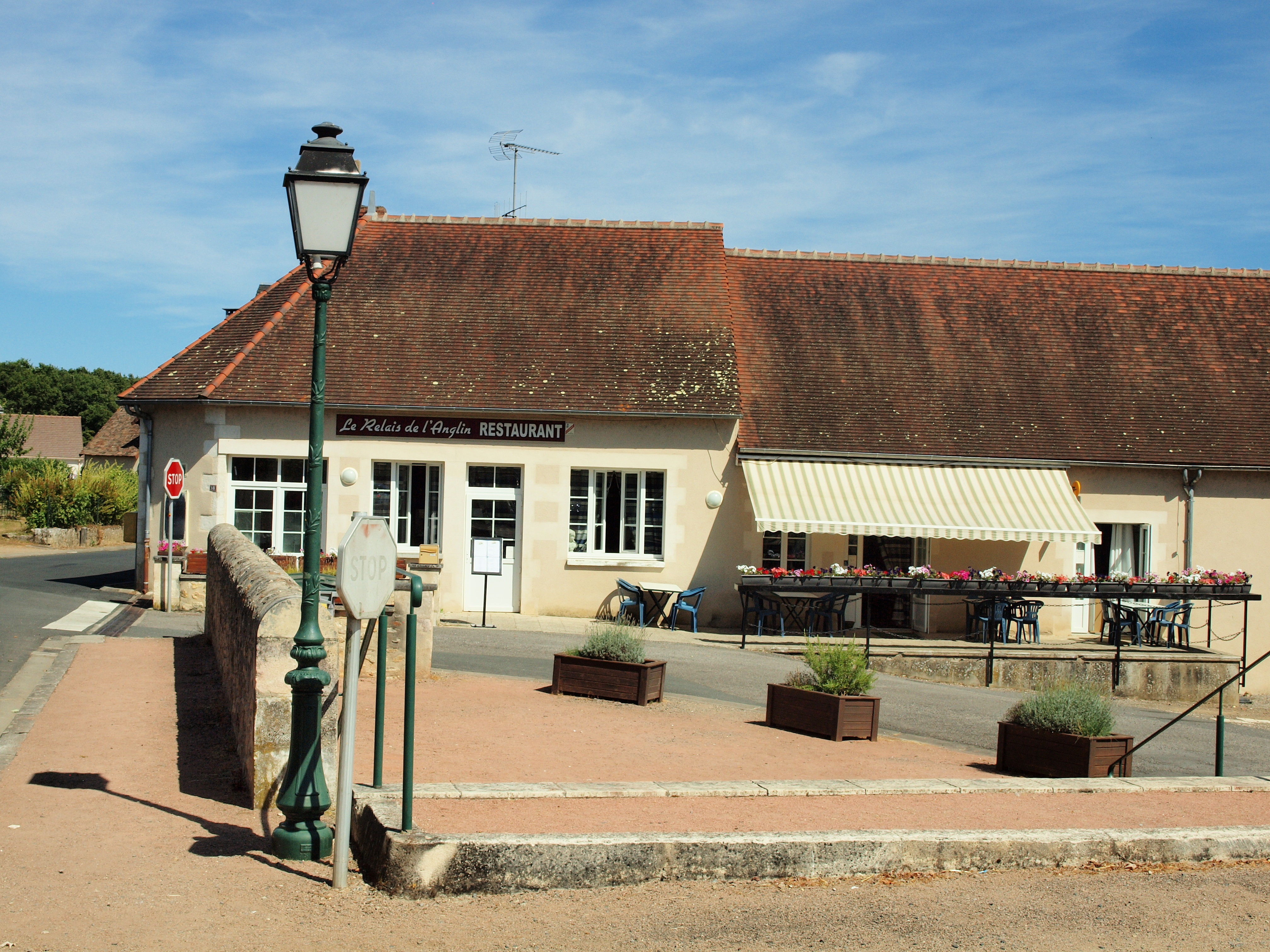
Le restaurant Le Relais de l'Anglin en 2016.

## Culture locale et patrimoine
- Château de Forges : il est classé Monument historique le 26 octobre 1964. Surplombant l'Anglin, cette forteresse du XVe siècle est l'une des mieux conservée du Berry. Actuellement converti en chambres d'hôtes, il est partiellement visitable lors des Journées du Patrimoine.
- Église Saint-Martin
- bâtisse à tourelle
- Fontaine villageoise
- Monument aux morts
- Espace Art Brenne : site privé consacré à des expositions temporaires d'art contemporain.
- Manoir de Rolnier (XVe siècle)

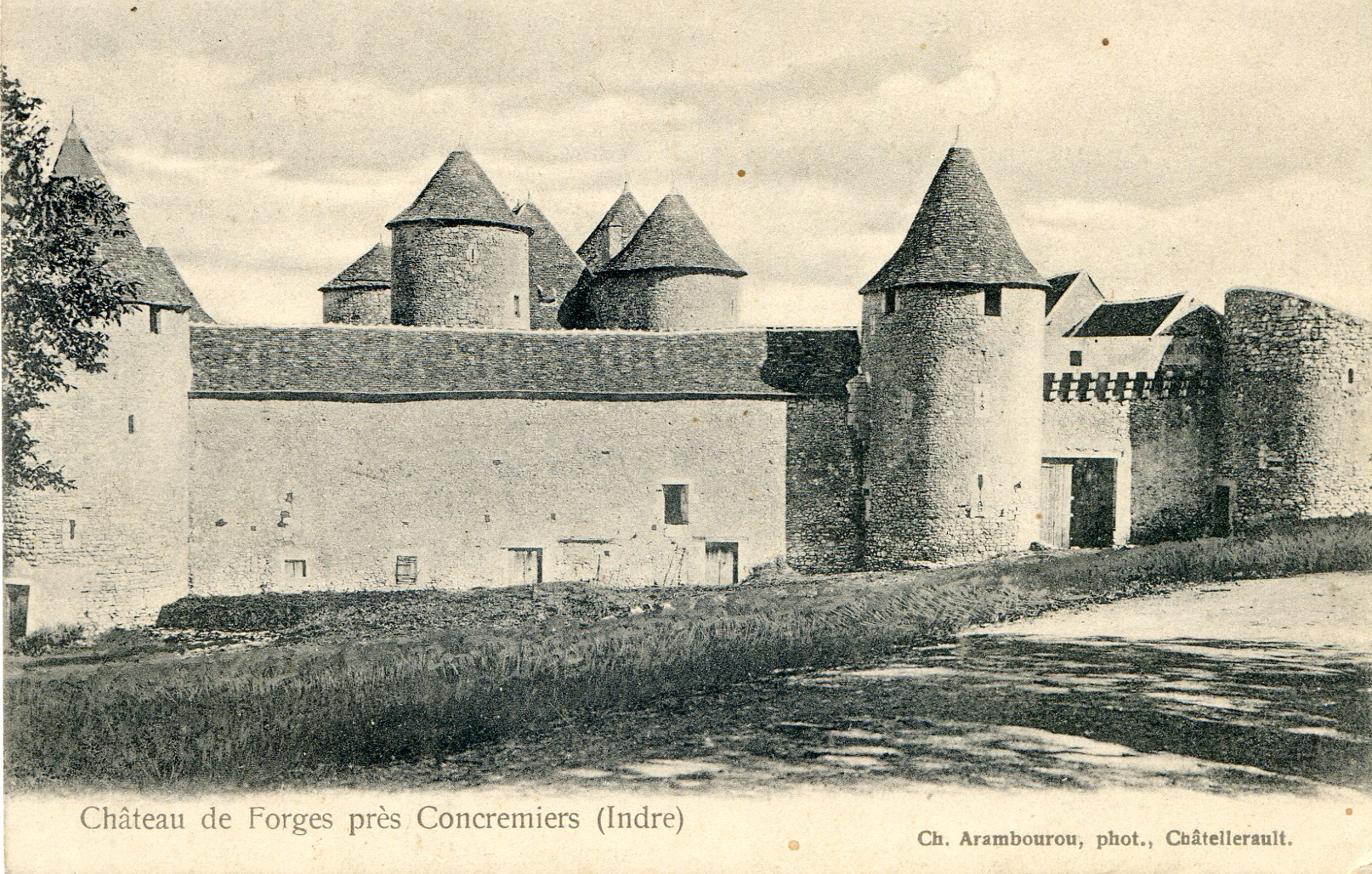
Le château de Forges à la fin du XIXe siècle.
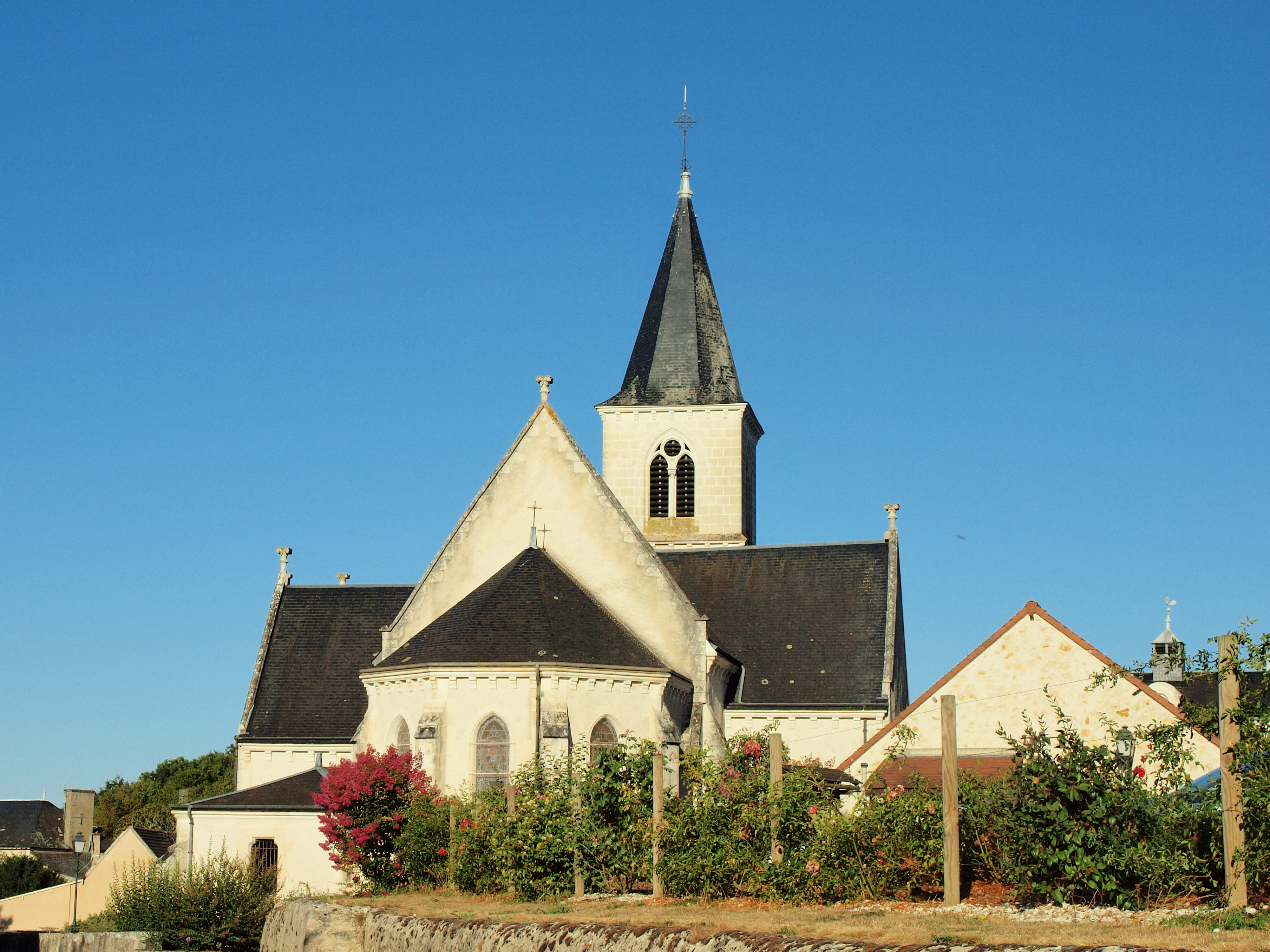
L'église Saint-Martin en 2011.
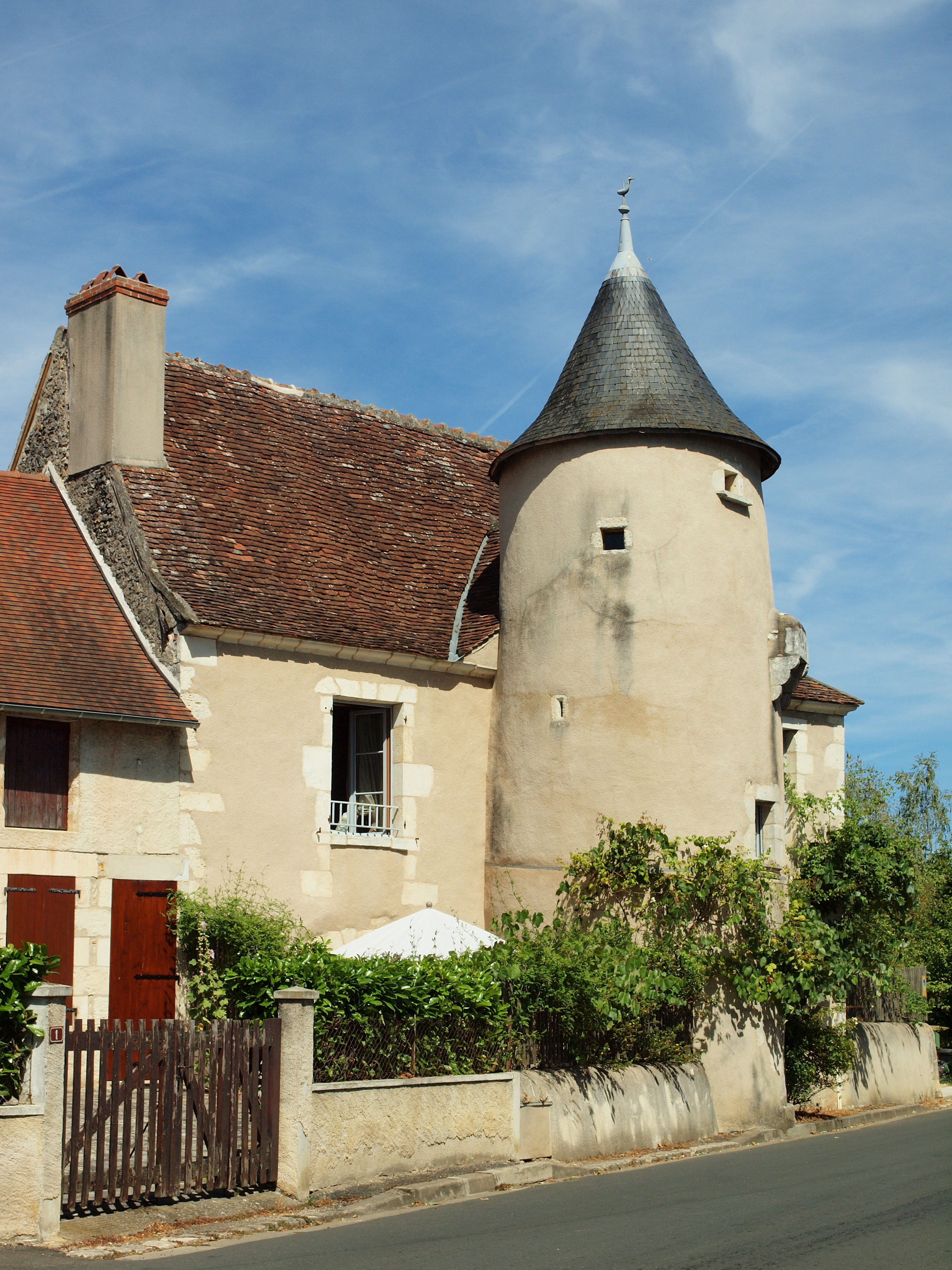
Une bâtisse à tourelle en 2016.
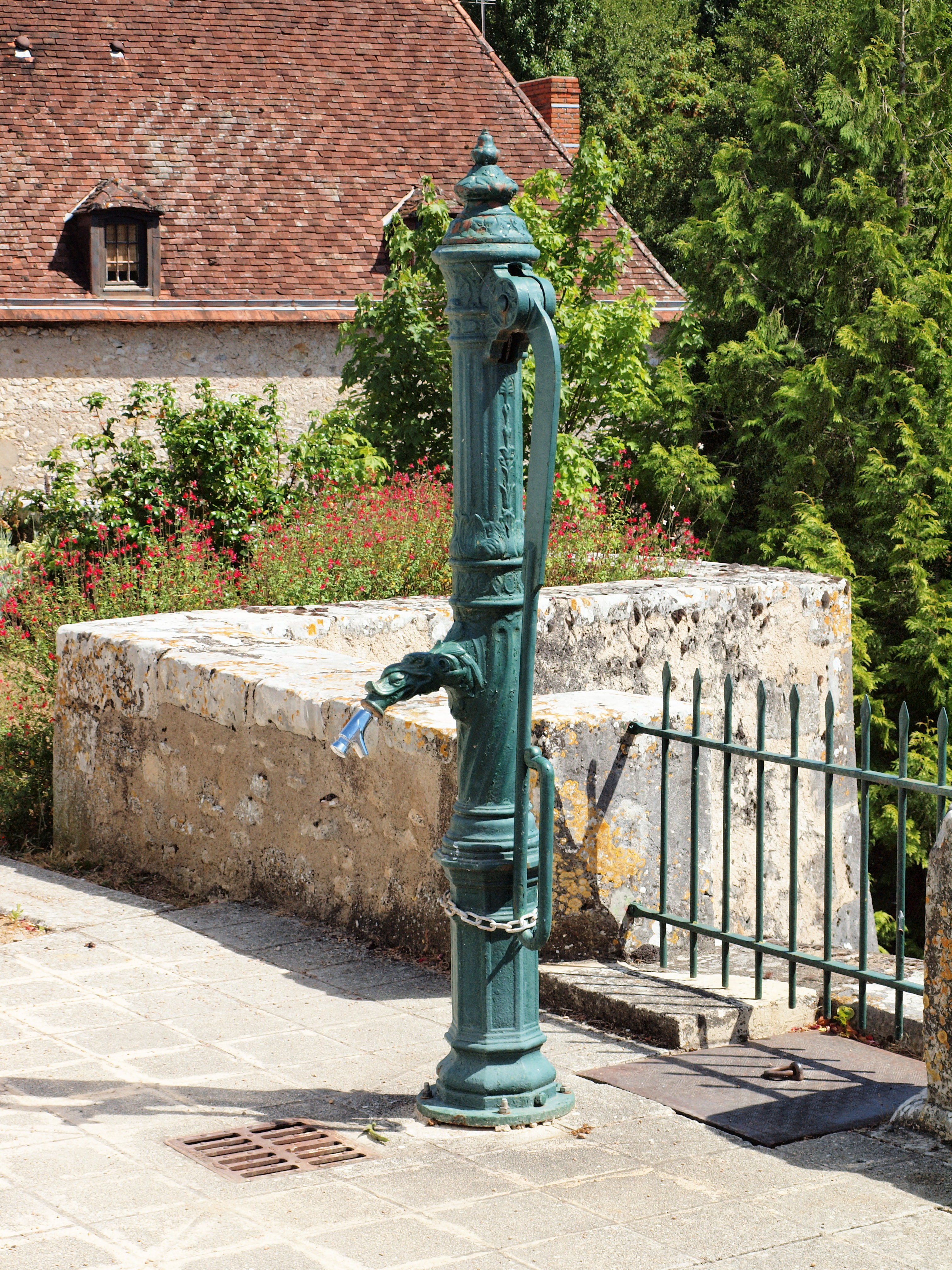
La fontaine villageoise en 2016.
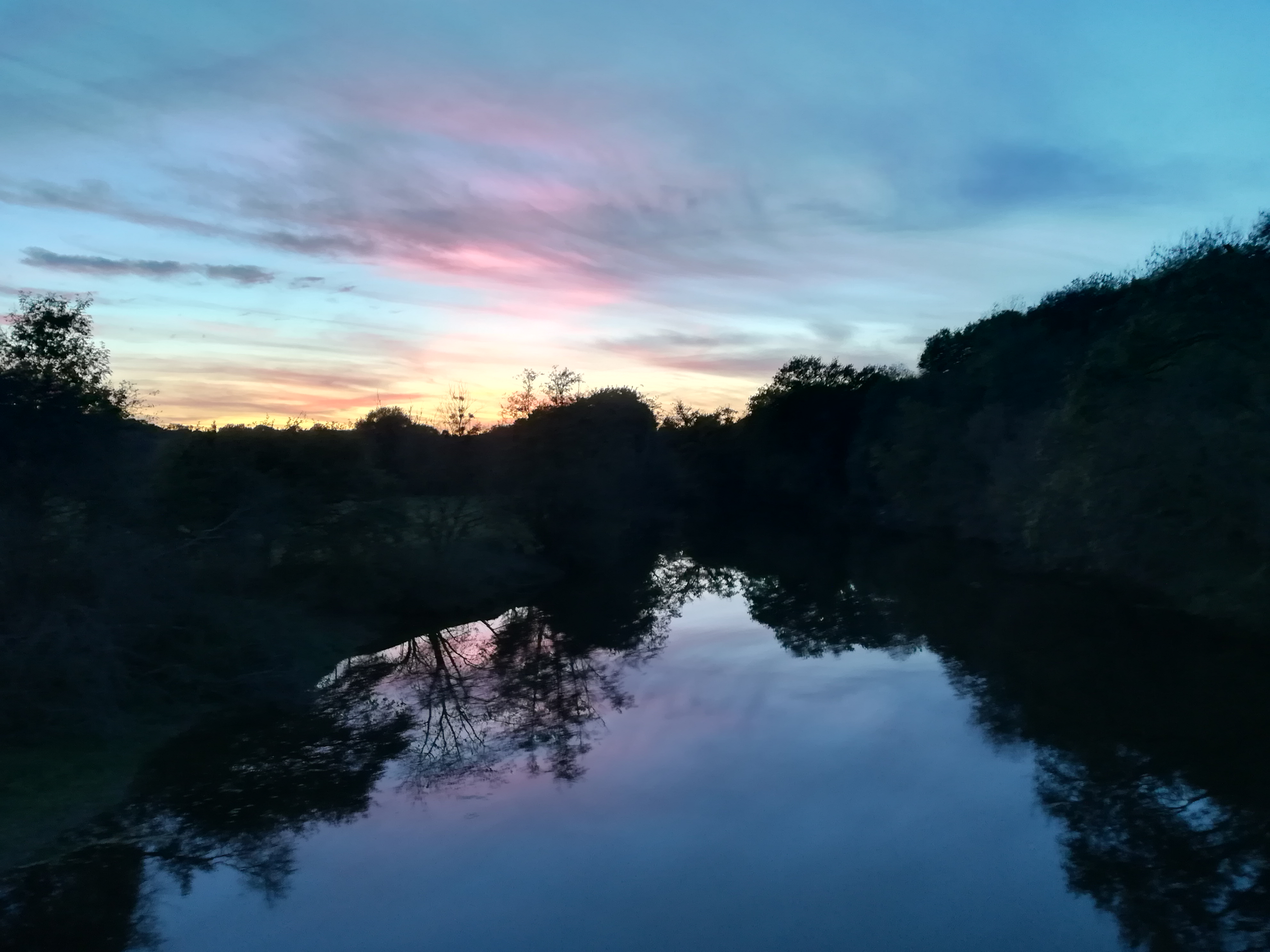
Vue de l'Anglin au crépuscule, depuis le pont.

### Personnalités liées à la commune
- Gustave Courbet (1819-1877), peintre français.
- Philippe Hiquily (1925-2013), sculpteur français.

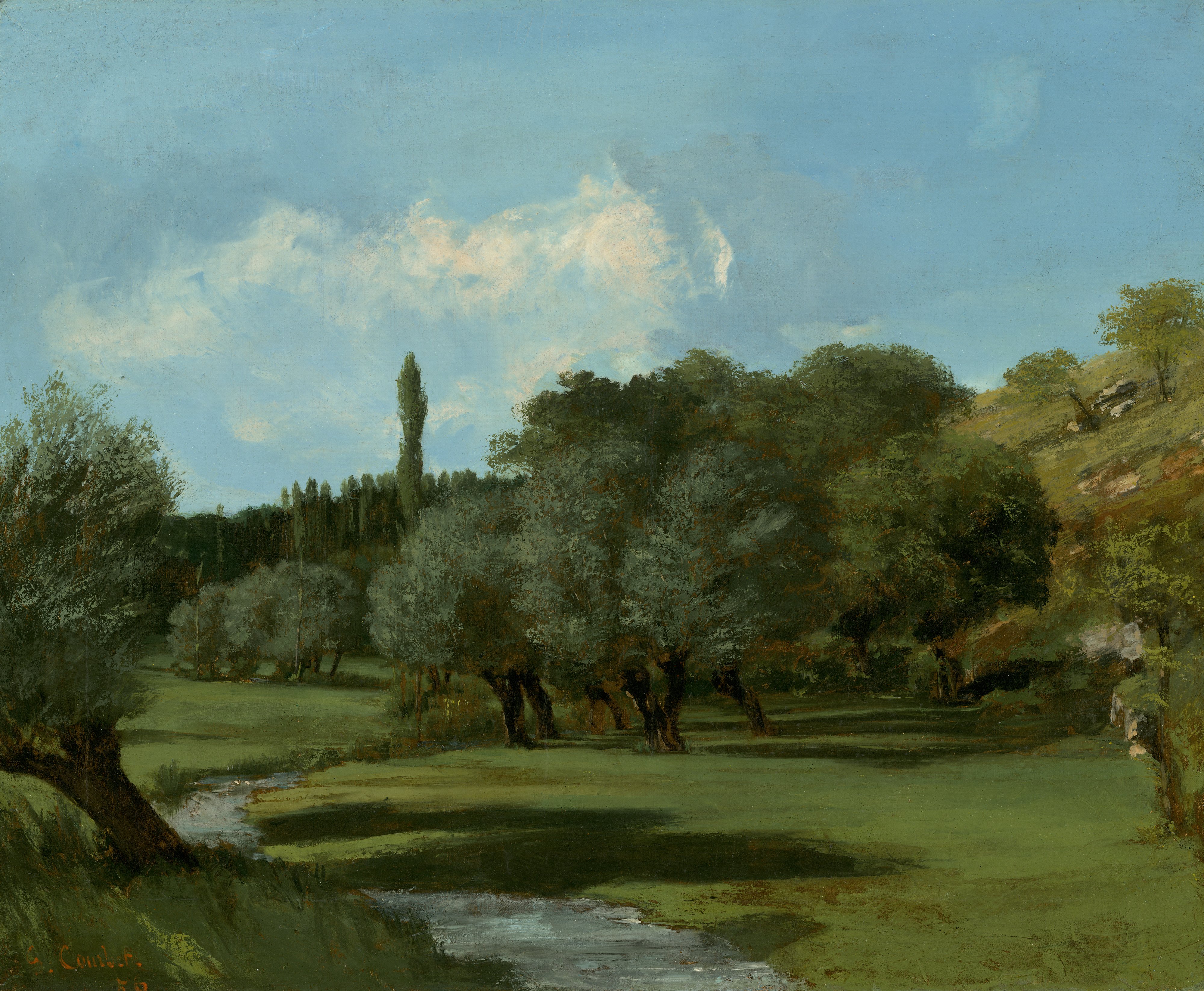
Vue de la vallée du Salleron, peinte par Gustave Courbet, en 1856.